# Mon secrétaire travaille la nuit
Pour plus de détails, voir Fiche technique et Distribution.
Mon secrétaire travaille la nuit (titre original : Take a Letter, Darling) est film américain en noir et blanc réalisé par Mitchell Leisen, sorti en 1942.

## Synopsis
Une ravissante cadre publicitaire suscite la jalousie de ses clients. Elle embauche un artiste fauché pour qu'il tienne le rôle de son assistant et fiancé officiel ; elle ne tarde pas à tomber amoureuse de lui.

## Fiche technique
- Titre français : Mon secrétaire travaille la nuit
- Titre original : Take a Letter, Darling
- Réalisateur et producteur : Mitchell Leisen
- Producteur associé : Fred Kohlmar
- Scénario : Claude Binyon, d'après une histoire de George Beck
- Musique : Victor Young
- Photographie : John J. Mescall
- Montage : Doane Harrison et Thomas Scott
- Société de production et de distribution : Paramount Pictures
- Pays de production :  États-Unis
- Langue d'origine : anglais américain
- Format : noir et blanc — 35 mm — 1,37:1 — son : mono (Western Electric Mirrophonic Recording)
- Genre : comédie romantique
- Durée : 92 minutes
- Dates de sorties : 
  - États-Unis : 6 mai 1942
  - France : 25 juillet 1947

## Distribution
- Rosalind Russell : A.M. MacGregor
- Fred MacMurray : Tom Verney
- Macdonald Carey : Jonathan Caldwell
- Constance Moore : Ethel Caldwell
- Robert Benchley : G.B. Atwater
- Charles Arnt : Fud Newton (comme Charles E. Arnt)
- Cecil Kellaway : oncle George
- Kathleen Howard : tante Minnie
- Margaret Seddon : tante Judy
- Dooley Wilson : Moses
- George Reed : Sam French
- Margaret Hayes : Sally French
- Sonny Boy Williams : Micky Dowling
- John Holland : secrétaire

Acteurs non crédités
- Karin Booth : la sténographe blonde
- Gino Corrado : le patron du night-club
- Jean Del Val : le maître d'hôtel
- Arthur Loft : M. French

## Récompenses
Le film a été nommé en 1943 pour trois récompenses : meilleur film, meilleure musique et meilleure direction artistique.

## Sources
- Mon secrétaire travaille la nuit sur Notre Cinéma

- (en) Cet article est partiellement ou en totalité issu de l’article de Wikipédia en anglais intitulé « Take a Letter, Darling » (voir la liste des auteurs).